# Wiedehopfe
Die Wiedehopfe (Upupa) sind eine artenarme Gattung von Vögeln, die zur Ordnung der Bucerotiformes gehört. Die Gattung wird als einzige in die eigene Familie Upupidae gestellt.
Die Ansichten über die Abgrenzung der Arten gehen sehr stark auseinander. Dementsprechend schwanken Angaben über die rezente Artenzahl zwischen eins und vier. Eine weitere Art, U. antaios von der Insel St. Helena, ist vermutlich nach der Entdeckung der Insel im 16. Jahrhundert ausgestorben.

## Merkmale
Wiedehopfe sind unverkennbare Vögel mit großer, aufrichtbarer Federhaube. Ihre Flügel sind breit und rundlich, der Schwanz rechteckig. Flügel und Schwanz sind auffällig schwarz-weiß gezeichnet, der Körper ist variabel rosabraun gefärbt. Ihr langer, dünner Schnabel ist nach unten gebogen.

## Verbreitung
Wiedehopfe kommen in den südlichen und zentralen Teilen von Europa und Asien sowie im größten Teil von Afrika vor.

## Lebensraum und Lebensweise
Der bevorzugte Lebensraum ist offenes baumbestandenes Gelände, wie etwa Savanne oder Kulturland. Zur Brut benötigen sie Bäume, Steilwände oder Gebäude mit Hohlräumen.

## Arten
- Afrikanischer Wiedehopf (Upupa africana)
- St.-Helena-Wiedehopf (Upupa antaios) †
- Wiedehopf (Upupa epops)
- Madagaskar-Wiedehopf (Upupa marginata)